# Stazione di Oppio
La stazione di Oppio era una fermata situata sulla linea ferroviaria privata Pracchia-San Marcello Pistoiese-Mammiano nei pressi del passo di Monte Oppio

## Caratteristiche
La fermata si colloca nei pressi del Monte Oppio, spartiacque tra il versante tirrenico e quello adriatico dell'Appennino, a 842 m s.l.m., quota più alta di tutta la ferrovia. La costruzione fu decisa per agevolare gli abitanti di Bardalone, località posta più a valle.
Era dotata di un fabbricato di piccole dimensioni adibito a sala di aspetto per i viaggiatori e abitazione per il personale ferroviario. Era provvista di un raddoppio di binario per l'interscambio dei convogli.

## Storia
Fu inaugurata il 21 giugno 1926, insieme all'apertura della ferrovia FAP ed ha svolto servizio fino al settembre 1965.